# 維京加高泰
維京人是一支法羅群島足球會。成立於2008年，是從萊爾維克和兩支球會合併而成。球會位於莱尔维克，但主場卻是位於北格塔。兩者都是位於東島的两个小镇，相距5公里。该俱乐部首次在2016赛季中赢得了法羅群島足球超級聯賽的冠军，并在下年2017年重新夺冠。

## 來源
1. ↑  .   [2016-07-13]. （原始内容存档于2019-09-03）.

## 外部連結
- 官方网站 （法羅文） （英文）